# Matías Rodríguez
Matías Nicolás Rodríguez (San Luis, 14 aprile 1986) è un calciatore argentino, difensore o centrocampista del Dep. Melipilla.
È soprannominato Maticrack.

## Caratteristiche tecniche
È un terzino di spinta agile e veloce di piede destro; può giocare anche come esterno di centrocampo. Viene paragonato spesso come stile di gioco e qualità a Dani Alves.

## Carriera

### Club

#### Inizi e Nacional
Cresciuto nelle giovanili del Boca Juniors, nel 2006 viene ceduto in prestito alle squadre ecuadoriane del Barcelona Sporting Club prima e dell'Aucas dopo: qui dove gioca 11 partite di Primera Categoría Serie A mettendo a segno 2 gol.
Nel 2007, scadutogli il contratto con il Boca Juniors, si trasferisce in Europa per alcuni mesi in prova negli austriaci del LASK Linz che tuttavia non decidono di tesserarlo; nel 2008 viene invece ingaggiato dal Nacional di Montevideo per giocare nella Primera División de Uruguay.
Con la maglia dei Tricolores gioca nella sua prima stagione 29 partite di campionato, mettendo a segno un gol, e 7 partite di Coppa Libertadores. Il 15 luglio 2009 il Nacional vince il campionato battendo in finale il Defensor Sporting; così facendo conquista il suo primo titolo in carriera.
La stagione seguente, dopo aver giocato altre 12 partite di campionato mettendo a segno 2 gol e 8 partite di Coppa Libertadores 2009 (persa in semifinale), viene acquistato, nel gennaio 2010, dall'Universidad de Chile.
Conclude la sua esperienza in Uruguay con 41 presenze con 3 gol in Primera División e 15 partite di Coppa Libertadores.

#### Universidad de Chile
Esordisce con l'Universidad de Chile il 31 gennaio 2010 nella gara Deportes La Serena-Universidad (2-4) subentrando all'80' ad Álvaro Fernández; il 9 aprile invece realizza il suo primo gol cileno nella partita Flamengo-Universidad siglando al 90' il gol del definitivo 2-2. La stagione si conclude con 27 presenze e 5 gol in Primera División e 11 partite con 2 gol in Coppa Libertadores 2010, persa anche questa in semifinale.
L'anno seguente gioca 36 partite di campionato (13 di Apertura, 13 di Clausura e 10 dei play-off) mettendo a segno 4 gol; il 12 giugno 2011 La Chile batte per 1-4 l'Universidad Católica e vince l'Apertura 2011; il 30 dicembre, invece, conquista il Clausura nella gara vinta contro il Cobreola. A livello continentale invece gioca 10 partite della Coppa Sudamericana 2011 che vede proprio la squadra di Santiago vincitrice, grazie alla vittoria ottenuta in finale contro LDU Quito per 3-0 del 15 dicembre.
Nel 2012, sempre con La U, gioca altre 34 partite di Campionato (13 Apertura, 14 Clausura e 7 dei play-off) con 13 gol segnati che permettono la riconquista dell'Apertura a discapito dell'O'Higgins che perde la finale il 2 luglio 2012; gioca anche 11 partite con 4 gol di Coppa Libertadores 2012, persa ancora in semifinale.

#### Sampdoria e il prestito al Gremio
Il 29 gennaio 2013 passa a titolo definitivo alla società italiana della Sampdoria per la cifra di 4,2 milioni di dollari (3,1 milioni di euro). Nei mesi successivi non viene utilizzato dal mister Delio Rossi, fino al 12 maggio seguente quando riesce ad esordire in blucerchiato giocando dal primo minuto la partita Lazio-Sampdoria (2-0).
La stagione seguente non è altrettanto positiva per Matías, infatti riesce a giocare solamente 2 partite in Campionato e 2 di Coppa Italia.
Il 30 maggio 2014 il Grêmio comunica l'acquisto del calciatore dalla Samp in prestito fino a luglio 2015 con opzione di acquisto già stabilita.

#### Il ritorno all'Universidad de Chile
Il 19 luglio 2015 viene ceduto a titolo definitivo all'Universidad de Chile, tornando così dopo 2 anni e mezzo in Cile
.

### Nazionale
Il 19 maggio 2012 viene incluso dal CT Alejandro Sabella nella lista dei 18 calciatori convocati per la partita Argentina-Ecuador, valida per le Qualificazioni al Mondiale 2014: non scende in campo nella vittoria per 4-0.
Viene convocato anche in altre due occasioni, sempre senza esordire: il 9 giugno 2012 per Argentina-Brasile (4-3) e il 17 ottobre in occasione di Cile-Argentina (1-2).

## Statistiche

### Presenze e reti nei club
Statistiche aggiornate al 23 novembre 2014.
| Stagione                    | Squadra                     | Campionato                  | Campionato | Campionato | Coppe nazionali | Coppe nazionali | Coppe nazionali | Coppe continentali | Coppe continentali | Coppe continentali | Altre coppe | Altre coppe | Altre coppe | Totale | Totale |
| Stagione                    | Squadra                     | Comp                        | Pres       | Reti       | Comp            | Pres            | Reti            | Comp               | Pres               | Reti               | Comp        | Pres        | Reti        | Pres   | Reti   |
| --------------------------- | --------------------------- | --------------------------- | ---------- | ---------- | --------------- | --------------- | --------------- | ------------------ | ------------------ | ------------------ | ----------- | ----------- | ----------- | ------ | ------ |
| 2006-2007                   | Boca Juniors                | PD                          | 0          | 0          | -               | -               | -               | -                  | -                  | -                  | -           | -           | -           | 0      | 0      |
| 2007                        | Barcelona SC                | A                           | 0          | 0          | -               | -               | -               | -                  | -                  | -                  | -           | -           | -           | 0      | 0      |
| 2007                        | Aucas                       | A                           | 11         | 2          | -               | -               | -               | -                  | -                  | -                  | -           | -           | -           | 11     | 2      |
| 2007-2008                   | Boca Juniors                | PD                          | 0          | 0          | -               | -               | -               | -                  | -                  | -                  | -           | -           | -           | 0      | 0      |
| 2008-2009                   | Nacional                    | PD                          | 29         | 1          | -               | -               | -               | CL                 | 7                  | 0                  | -           | -           | -           | 36     | 1      |
| 2009-gen. 2010              | Nacional                    | PD                          | 12         | 2          | -               | -               | -               | CL                 | 8                  | 0                  | -           | -           | -           | 20     | 2      |
| Totale Nacional             | Totale Nacional             | Totale Nacional             | 41         | 3          |                 |                 |                 | 15                 | 0                  |                    |             |             |             | 56     | 3      |
| 2010                        | Universidad de Chile        | PD                          | 27         | 5          | -               | -               | -               | CL                 | 11                 | 2                  | -           | -           | -           | 38     | 7      |
| 2011                        | Universidad de Chile        | PD                          | 36         | 4          | CC              | 6               | 0               | CS                 | 10                 | 0                  | -           | -           | -           | 52     | 4      |
| 2012                        | Universidad de Chile        | PD                          | 34         | 13         | CC              | 4               | 1               | CL                 | 11                 | 4                  | -           | -           | -           | 49     | 18     |
| 2013                        | Universidad de Chile        | PD                          | 0          | 0          | CC              | 1               | 1               | -                  | -                  | -                  | -           | -           | -           | 1      | 1      |
| Totale Universidad de Chile | Totale Universidad de Chile | Totale Universidad de Chile | 97         | 22         |                 | 11              | 2               |                    | 32                 | 6                  |             |             |             | 140    | 30     |
| gen. 2013-2013              | Sampdoria                   | A                           | 1          | 0          | -               | -               | -               | -                  | -                  | -                  | -           | -           | -           | 1      | 0      |
| 2013-2014                   | Sampdoria                   | A                           | 2          | 0          | CI              | 2               | 0               | -                  | -                  | -                  | -           | -           | -           | 4      | 0      |
| Totale Sampdoria            | Totale Sampdoria            | Totale Sampdoria            | 3          | 0          |                 | 2               | 0               |                    | -                  | -                  |             |             |             | 5      | 0      |
| 2014                        | Grêmio                      | A                           | 8          | 0          | CB              | 1               | 0               | -                  | -                  | -                  | -           | -           | -           | 9      | 0      |
| 2015                        | Grêmio                      | A+A1/GA                     | 2+15       | 1+0        | CB              | 3               | 0               | -                  | -                  | -                  | -           | -           | -           | 20     | 1      |
| Totale carriera             | Totale carriera             | Totale carriera             | 162+15     | 28+0       |                 | 17              | 2               |                    | 47                 | 6                  |             |             |             | 241    | 35     |

## Palmarès

### Club

#### Competizioni nazionali
- Campionato uruguaiano: 1

Nacional: 2008-2009
- Campionato cileno: 3

Universidad de Chile: Apertura 2011, Clausura 2011, Apertura 2012

#### Competizioni internazionali
- Coppa Sudamericana: 1

Universidad de Chile: 2011
- Recopa Sudamericana: 1

Defensa y Justicia: 2021

### Individuale
- Equipo Ideal de América: 1

2012